# ブルー・デ・コース
ブルー・デ・コース（フランス語: Bleu des Causses）は、牛乳を原料としたブルーチーズ。フランスのルエルグ地方（ラングドックとオーヴェルニュの間の地方。現在の行政区分ではアヴェロン県、タルヌ＝エ＝ガロンヌ県の一部を含む。古い町に由来する呼び名）で作られる。
羊の乳を原料とするロックフォールと産地が重複する部分があるため、原料は違うものの仲間のように扱われるケースもある。製造工程においてカードを型に入れる際に、これもロックフォールと同じくペニシリウム・ロックフォルティ ( Penicillium roqueforti )を混入する。熟成も同じくコース地方（高原に由来する呼び名）の、自然にできた亀裂により通気の確保が可能な洞窟内で行う。ブルー・デ・コースのコースはこのコース地方名に由来する。
内部にはアオカビが広がっており、個性の強い香りを伴う。味も個性が強いが、高い脂肪分のゆえに「クリーミー」「上品な味」などとも評される。